# Gough Whitlam
Edward Gough Whitlam (Kew, Victoria, 11 de julio de 1916-Elizabeth Bay, Nueva Gales del Sur, 21 de octubre de 2014) fue un político australiano. Ejerció como primer ministro de Australia desde 1972 hasta 1975, así como ministro de Asuntos Exteriores entre 1972 y 1973. Fue además líder del Partido Laborista Australiano desde 1967 hasta 1977.

## Biografía
Durante la Segunda Guerra Mundial fue oficial de navegación en Real Fuerza Aérea Australiana, y al término del conflicto obtuvo la licenciatura en Derecho por la Universidad de Sídney. Su militancia política comenzó mientras prestaba servicio en el ejército; en 1952 fue elegido parlamentario en la Cámara de Representantes por la circunscripción de Werriwa (Nueva Gales del Sur), y de ahí fue ascendiendo puestos hasta que en 1960 asumió la vicepresidencia del laborismo. En 1967 asumió tanto la jefatura del Partido Laborista como el liderazgo de la oposición; perdió los comicios de 1969 por un estrecho margen, y tres años después condujo a los laboristas al triunfo en las elecciones federales de 1972, poniendo fin a veintitrés años consecutivos de coaliciones entre liberales y conservadores.
El gobierno de Whitlam implementó un amplio número de políticas como la eliminación del servicio militar obligatorio, la abolición de la pena de muerte, la adopción del sistema sanitario universal, la gratuidad de la educación universitaria, y la creación de programas de asistencia jurídica gratuita. También impulsó leyes en favor de los aborígenes australianos, entre ellas la promulgación de la Ley contra la discriminación racial de 1975 que ponía fin a la política blanca australiana. En el plano económico tuvo que afrontar la recesión provocada por la crisis del petróleo de 1973. A nivel internacional estableció relaciones diplomáticas con la República Popular China, retiró las últimas tropas desplegadas en Vietnam, y se mostró a favor de que Indonesia pudiese ocupar Timor Oriental para garantizar la estabilidad del Sudeste Asiático.
Durante sus tres años de mandato, Whitlam tuvo mayoría en la Cámara de Representantes pero no así en el Senado de Australia, controlado por los liberales y con poder de veto en la aprobación de leyes. En un primer momento trató de contrarrestarlo con un adelanto electoral para ambas cámaras en 1974, sin que ello pudiera romper la situación de bloqueo. El enfrentamiento se agudizó con el estallido de varios escándalos de corrupción en su gabinete y por la falta de apoyo senatorial a sus medidas contra la recesión. La situación de bloqueo fue resuelta con la crisis constitucional de 1975 por la que el gobernador general de Australia, Sir John Kerr, destituyó a Whitlam y disolvió el parlamento. De este modo Whitlam ha sido el primer —y hasta la fecha, único— primer ministro australiano que ha sido cesado del cargo.
Después de perder frente a Malcolm Fraser en las elecciones federales de 1975 y 1977, abandonó la política y fue condecorado Compañero de la Orden de Australia en 1978. Entre 1983 y 1989 ejerció como embajador de Australia ante la Unesco; posteriormente ha sido presidente de la Galería Nacional de Australia y formó parte de la candidatura que obtuvo los Juegos Olímpicos de Sídney 2000. Pasó los últimos años de su vida en una residencia y falleció en 2014, a los 98 años.